# Lahnenkopf
Der Lahnenkopf bildet zusammen mit Baumgartenschneid, Riederstein und Rohrkopf den südlichen Abschluss der nördlichen Gruppe der Schlierseer Berge. Der teils bewaldete, teils mit Wiesengelände bedeckte Gipfelbereich ist nur weglos erreichbar und wird nur selten besucht. Der Zustieg erfolgt über den Sattel zur Baumgartenschneid oder über steiles Almgelände über die obere Krainsberger Alm.